# Unión Deportiva Granadilla Tenerife
La Unión Deportiva Granadilla Tenerife Sur, també conegut com a UDG Tenerife i Tenerife Egatesa, és un club femení de futbol és un club de Granadilla de Abona. Al 2015, dos anys després de la seva fundació, es va convertir en el primer equip canari en ascendir a la Primera Divisió Femenina, i en el seu debut van ser setenes a la taula. Durant els següents anys s'han consolidat com un dels equips de la zona alta de la classificació.

## Trajectòria
| Temporada | Div. | Pos. | Copa de la Reina |
| --------- | ---- | ---- | ---------------- |
| 2013–14   | 2ª   | 1a   |                  |
| 2014–15   | 2ª   | 2a   |                  |
| 2015–16   | 1ª   | 7a   | Quarts de final  |
| 2016–17   | 1ª   | 6a   | Semifinals       |
| 2017–18   | 1ª   | 4a   | Semifinals       |
| 2018–19   | 1ª   | 4a   | 1/16 final       |
| 2019–20   | 1ª   | 9a   | 1/16 final       |
| 2020–21   | 1ª   | 6a   | Quarts de final  |

## Dades del club
- Temporades a Primera Divisió : 6
  - Millor posició: 4º (2017/18) (2018/19)
  - Pitjor posició: 9º (2019/20)
- Temporades a Segona Divisió: 2
  - Millor posició: 1º (2013/14) (2014/15)
  - Pitjor posició: -
- Participacions a Copa de la Reina: 6 (2016) (2017) (2018) (2019) (2020) (2021)
- Participacions internacionals: -
- Promocions a Primera Divisin: 2 (2013/14) (2014/15)